# Мервильская артиллерийская батарея
Мервильская артиллерийская батарея — береговое фортификационное сооружение в Нормандии времён Второй мировой войны. Возведена Организацией Тодта в период немецкой оккупации Франции в 1941—1944 годах, как часть укреплений Атлантического вала. Расположена на окраине населённого пункта Мервиль (ныне — в составе коммуны Мервиль-Франсвиль-Плаж) в двух километрах от места впадения реки Орн в Ла-Манш. Была вооружена крупнокалиберными дальнобойными орудиями, позволявшими контролировать побережье, прибрежные воды и судоходный Канский канал — единственный проход в морской порт города Кан, столицу Нижней Нормандии. Батарея рассматривалась командованием вермахта, как одна из ключевых точек обороны побережья в случае вторжения союзников, а потому была хорошо укреплена и тщательно охранялась немцами.
При подготовке высадки в Нормандии Мервильская батарея стала одной из главных целей операции «Тонга». Разведка союзников оценивала калибр орудий батареи не менее 150 мм и дальнобойность — до 17 километров. Поэтому британское командование опасалось, что войска, высаживающиеся на побережье Сорд-Бич, могут получить значительный ущерб от её огня, и поручило нейтрализовать угрозу воздушному десанту. В ночь c 5 на 6 июня 1944 года, перед началом вторжения с моря, батарея была захвачена в ходе кровопролитного штурма отрядом из 150 легковооружённых бойцов под командованием подполковника Теренса Отуэяиз состава 9-го парашютного батальона 3-й парашютной бригады 6-й воздушно-десантной дивизии Великобритании. Десантники уничтожили подручными средствами орудия, которые оказались чешскими 100-мм гаубицами дальнобойностью до 10 000 метров, хотя и устаревшими, но всё ещё способными нанести урон наступающим войскам союзников.
После нейтрализации батареи десантники отступили, что позволило немцам вновь её занять и частично восстановить орудия. На следующий день британские коммандос попытались вновь захватить батарею, но безуспешно. Немецкие войска, хотя и не могли вести эффективный огонь по войскам союзников, удерживали позиции до 17 августа 1944 года, после чего отступили.
После окончания войны Мервильская батарея утратила своё военное значение, была заброшена и постепенно превращалась в руины. В 1983 году усилиями британских ветеранов-парашютистов она была превращена в музей, посвящённый высадке в Нормандии и подвигу воздушных десантников. С 2001 года носит статус исторического памятника.

## Предыстория
Первым стратегическую важность устья реки Орн — единственного прохода в морской порт города Кан, столицу Нижней Нормандии, оценил известный французский военный инженер маршал маркиз де Вобан. По его планам ещё в 1779 году на побережье во Франсвиле был возведён редут (фр. Redoute de Merville).

## Строительство батареи
Руководствуясь теми же соображениями, в 1941 году германское командование поручило Организации Тодта, ответственной за возведение оборонительных сооружений Атлантического вала, построить в двух километрах от побережья стационарную батарею, ориентированную к устью Орн. К августу 1942 года были завершены железобетонные казематы № 1 и № 2. В январе 1944 года фельдмаршал Эрвин Роммель был назначен командующим группой армий «В» вермахта в Нормандии. Однажды, объезжая возвышенности Амфревиля к востоку от реки Орн, по соседству с батарей, он произнёс:

Эта местность — ключ к вторжению во Францию, а, следовательно, и к ГерманииОригинальный текст (англ.)this area is the key for the invasion of France and hence towards Germany— фельдмаршал Эрвин Роммель.
 По распоряжению фельдмаршала было начато спешное возведение ещё двух казематов. Однако в ходе инспекции батареи 6 марта 1944 года Роммель остался недоволен темпами строительства и потребовал его ускорить. Организация Тодта наладила круглосуточные работы, и к маю того же года два недостроенных каземата были завершены. Кроме того, на территории объекта были построены подземный командный бункер с перископом, казарма для солдат и склады боеприпасов. Командир батареи должен был управлять прицельным огнём своих орудий по морским и сухопутным целям из передового командно-наблюдательного бункера на побережье во Франсвиле, который был связан с ней подземным бронированным телефонным кабелем.

## Вооружение, оборонительные сооружения и гарнизон

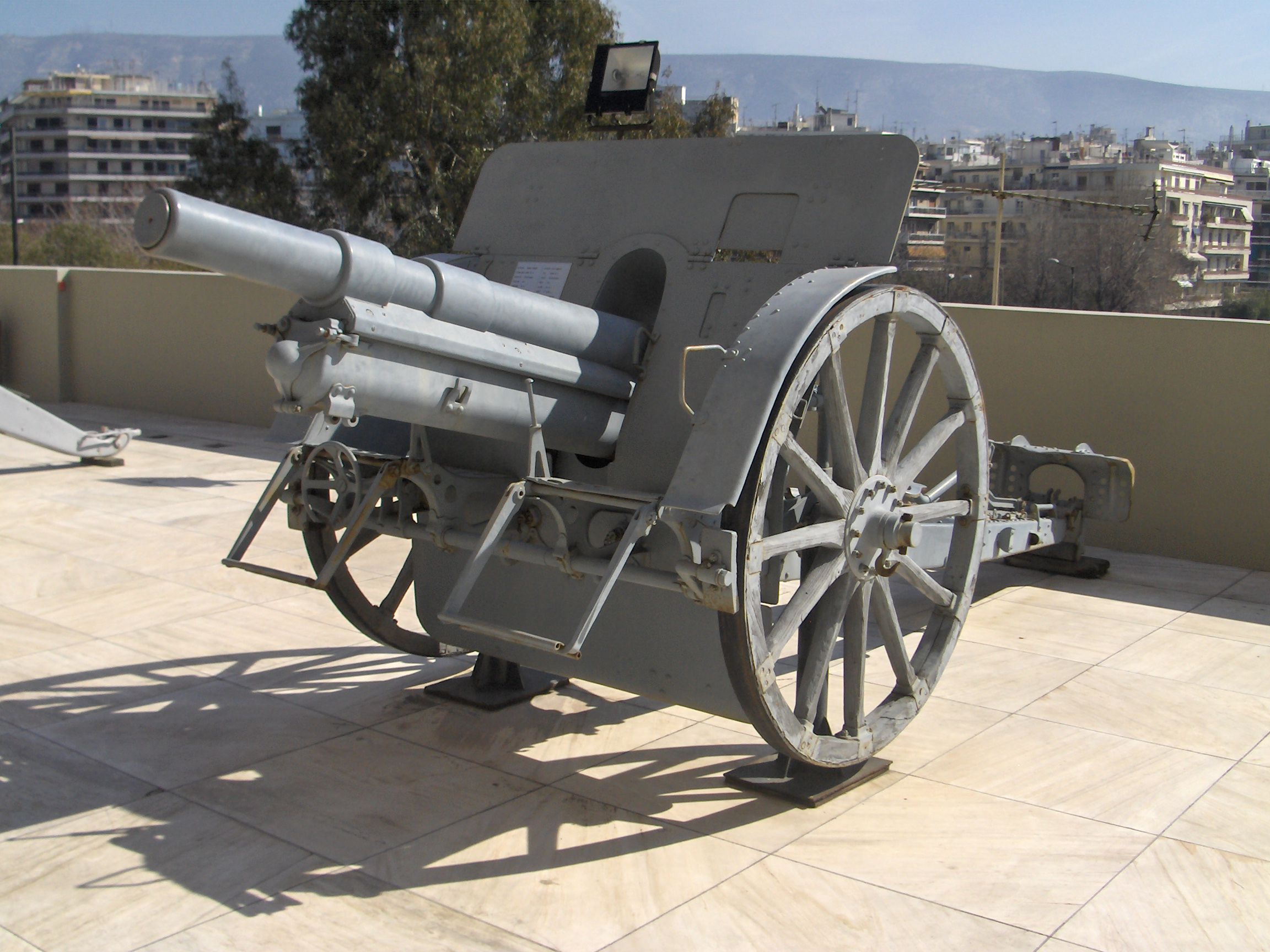
Гаубица Škoda houfnice vz 14, аналогичная тем, которыми была вооружена Мервильская батарея. Военный музей в Афинах, 2008 год.

Каземат № 1 относился к так называемому типу «611» и был значительно массивнее (на его сооружение пошло 1400 кубометров бетона) и вместительнее остальных трёх более лёгкого типа «669» (500 кубометров бетона). Обычно такие крупные укрытия немцы строили для орудий калибром 155 миллиметров и дальнобойностью до 17 километров, что и ввело в заблуждение разведку союзников. В действительности батарея была вооружена четырьмя 100-мм гаубицами чешского производства Škoda houfnice vz 14 времён Первой Мировой Войны (по немецкой классификации — 10 cm leFH 14/19(t)). Орудие весом около двух тонн могло посылать 14-килограммовые снаряды на расстояние до 10 километров со скорострельностью 8 выстрелов в минуту. Нормальная скорострельность батареи составляла 6 залпов в минуту всеми четырьмя орудиями, или батарейной очередью 24 выстрела в минуту. Казематы, железобетонные перекрытия которых толщиной 1,8 м были засыпаны сверху слоем земли такой же толщины, а входы защищали стальные бронированные двери, служили надёжным укрытием орудий на случай авианалёта или артобстрела. Для ведения огня расчёт гаубицы должен был выкатывать её на открытые позиции перед казематами.
В плане батарея представляла собой неправильный круг диаметром около 500 метров, обнесённый по периметру, кроме главного въезда, минным полем шириной до 91 метра, ограждённым с внутренней и внешней стороны двумя рядами колючей проволоки шириной 4,6 и высотой 1,5 метра. Со стороны побережья между минным полем и батареей был вырыт противотанковый ров, который по плану должен был окружать весь объект, но так и не был завершён. Чтобы воспрепятствовать высадке воздушного десанта, фельдмаршал Роммель приказал затопить окрестные болота и низменности, для чего в устье реки Див, расположенном восточнее батареи, возвели дамбу.

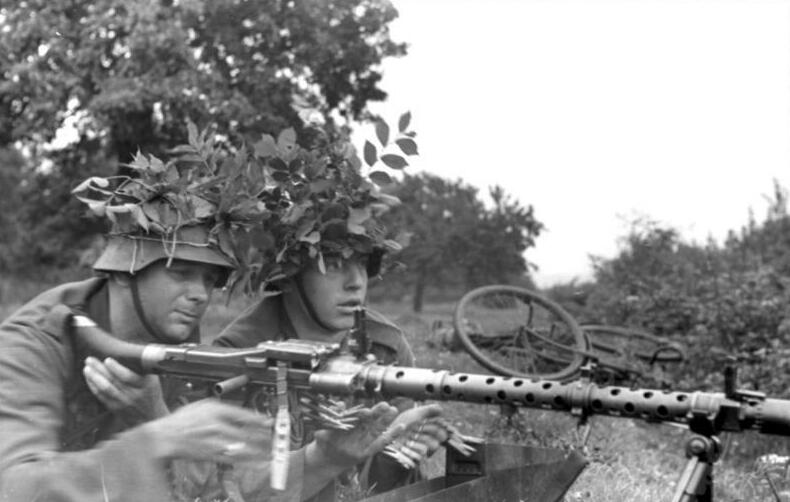
Немецкий расчёт с пулемётом MG 34. Франция, 1944 год.

Первого командира батареи гауптмана Карла-Генриха Вольтера (нем. Karl-Heinrich Wolter), убитого во время бомбардировки Королевскими ВВС 19 мая 1944 года, сменил обер-лейтенант Раймунд Штайнер (нем. Raimund Steiner). Под его командованием находился гарнизон из 50 сапёров и 80 рядовых-артиллеристов 1-й батареи 1716-го артиллерийского полка — всего 130 человек. Часть из них обороняли объект с помощью нескольких зенитных пушек 2 cm FlaK 30 и около десятка пулемётов, расположенных на соединённых бетонированными траншеями огневых позициях, позволявших держать подходы к батарее под перекрёстным огнём. Кроме того, отделение 3-й батареи того же полка обслуживало командно-наблюдательный пункт обер-лейтенанта Штайнера на побережье. 1716-й артиллерийский полк был частью 716-й пехотной дивизии вермахта, помимо этого, имевшей в своём составе восемь пехотных батальонов, плохо вооруженных разнотипным оружием иностранного производства. Личным составом дивизии, укомплектованным коллаборационистами из Польши, СССР и Франции, командовали немецкие офицеры и унтер-офицеры. 716-я пехотная дивизия была дислоцирована в Нормандии с июня 1942 года и отвечала за оборону участка Атлантического вала в районе устья реки Орн протяжённостью 34 км.

## Штурм Мервильской батареи

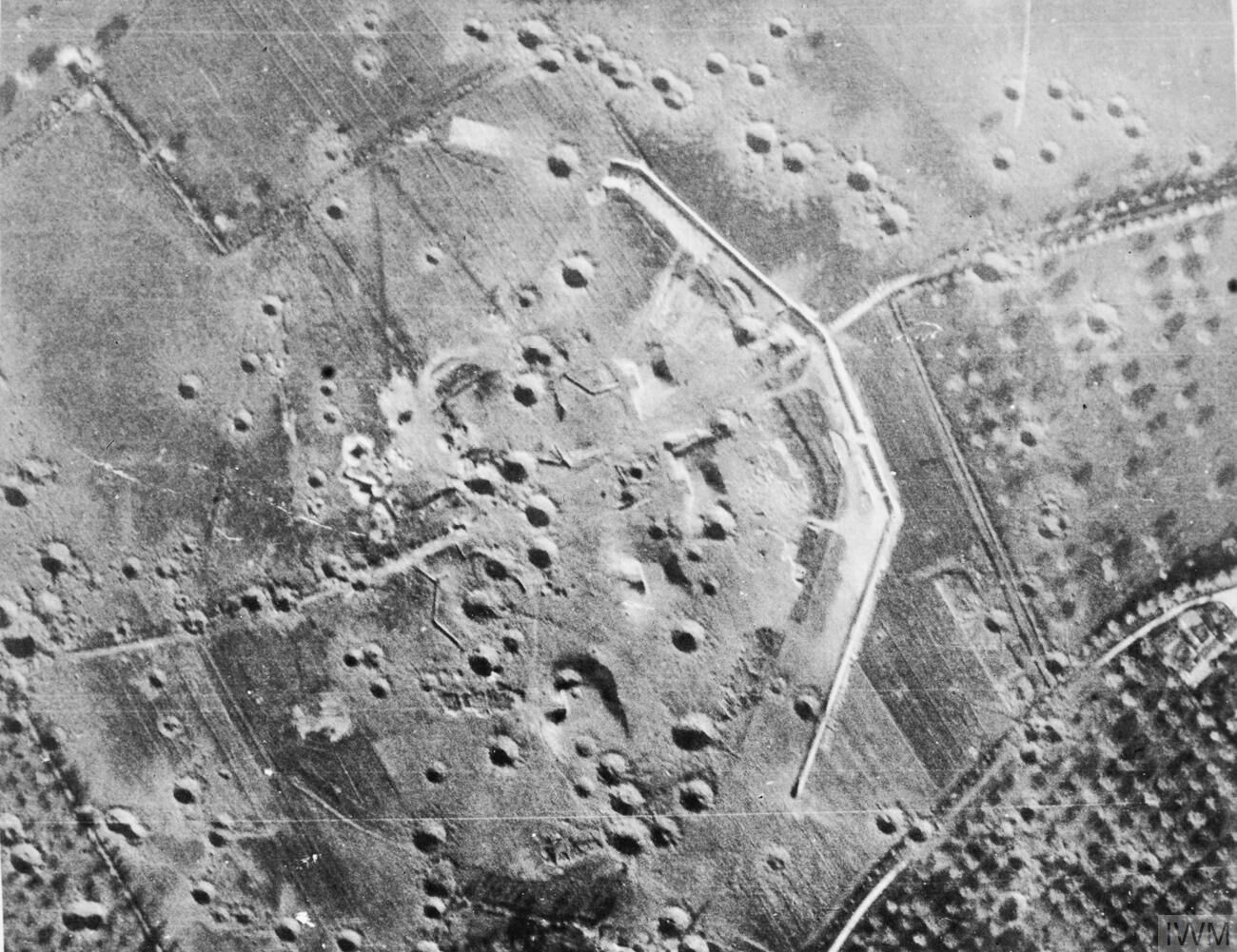
Аэрофотоснимок батареи с результатами бомбардировки союзниками в мае 1944 года.

Сразу после полуночи 6 июня 1944 года передовая разведгруппа 9-го парашютного батальона благополучно высадилась и направилась на рекогносцировку батареи. В это же время бомбардировщики Королевских ВВС Lancaster нанесли, как и было запланировано, бомбовый удар по батарее, однако промахнулись мимо цели — их бомбы легли южнее, не причинив вреда немцам, но едва не накрыв своих разведчиков. По счастливой случайности никто из них не пострадал.
В 01:00 основные силы 9-го парашютного батальона начали высадку. Однако наведение транспортных самолётов было затруднено густым дымом пожаров от недавней бомбардировки. Из-за этого бо́льшая часть бойцов оказалась на значительном удалении от намеченной площадки приземления «V». К 02:50 силы подполковника Отуэя на сборном пункте насчитывал лишь 150 парашютистов из более 600 десантированных. Весь сапёрный взвод, большая часть медиков и других приданных батальону подразделений отсутствовали. Помимо личного оружия, десантники располагали лишь несколькими бангалорскими торпедами, одним станковым Vickers и несколькими ручными пулемётами Bren. Всё тяжёлое вооружение, джипы, радиостанции, сапёрное и прочее снаряжение было потеряно.
Учитывая лимит времени, оставшегося до начала вторжения, Отуэй решился на штурм теми силами, которые были у него в наличии, и двинулся к батарее. Возле коммуны Гонвиль-ан-Ож к нему присоединилась разведгруппа, бойцы которой полностью выполнили возложенные на них по плану задачи: разрезали колючую проволоку и расчистили четыре прохода через минное поле.
На подступах к батарее в 04:30 подполковник Отуэй разделил своих людей на четыре штурмовые группы — по одной на каждый каземат. Их выдвижение на позиции привлекло внимание немцев, которые открыли с флангов перекрёстный огонь из шести пулемётов. Три из них на левом фланге были подавлены из единственного пулемёта Vickers, в то время, как три других на правом нейтрализовала в рукопашную небольшая группа парашютистов. Затем эта диверсионная группа атаковала главные ворота, стреляя изо всех видов оружия, чтобы отвлечь внимание немцев.
В этот момент над батареей появились два планёра Horsa штурмовой группы coup de main. У третьего планёра вскоре после вылета из Англии из-за плохой погоды лопнул буксировочный трос, и он был вынужден приземлиться на ближайшей авиабазе Королевских ВВС. Густая облачность и дым от пожаров после бомбардировок мешали пилотам ориентироваться, в результате чего один из планёров вместо батареи, сел по ошибке в соседней деревне. Другой при заходе на посадку на объект был подбит огнём батарейной ПВО. Однако командир планёра штаб-сержант Керр (англ. Kerr) сумел посадить свою машину в лесополосе к югу от батареи. Уцелевшие десантники с его борта подстерегли и уничтожили из засады немецкое подразделение, направлявшееся для усиления гарнизона батареи, однако шанс нанести удар coup de main был упущен.
Подполковник Отуэй начал штурм, как только заметил заходящий на посадку планёр штаб-сержанта Керра. Взрывы «бангалорских торпед», расчистившие два прохода в колючей проволоке, по которым десантники бросились в атаку через минное поле, всполошили немцев. Огонь по нападающим из пулемётов и зенитных орудий был очень силён. Кроме того, часть из них, сбившись в темноте с пути, подорвалась на минах. Те, кто сумели невредимыми добраться до казематов, очистили их от противника, стреляя через амбразуры, бросая осколочные и фосфорные гранаты в вентиляционные шахты. На руку нападающим сыграла небрежность немецких артиллеристов, оставивших открытыми для вентиляции внешние стальные двери некоторых казематов. За время штурма 22 солдата вермахта были убиты и примерно столько же сдались в плен. Остальные остались незамеченными, спрятавшись в подземных бункерах.

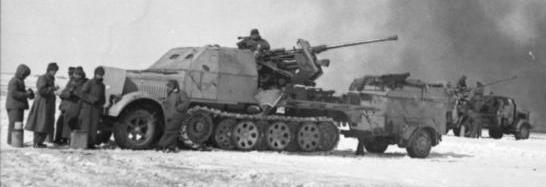
ЗСУ Sd.Kfz. 7/2 с зениткой 3,7 cm FlaK, аналогичная прибывшей на Мервильскую батарею. Восточный фронт, март 1944 года.

Узнав о штурме, обер-лейтенант Штайнер отправился на батарею из своего командно-наблюдательного бункера во Франсвиле, но не смог попасть внутрь из-за огня британских десантников. В это же время прибыл немецкий разведывательный патруль армейского ПВО на полугусеничной ЗСУ крупного калибра. Её экипаж намеревался укрыться на батарее, но вместо этого по приказу обер-лейтенанта Штайнера открыл огонь из своего орудия по атакующим. Возвратившись во Франсвиль, Штайнер приказал 2-й и 3-й батареям своего полка открыть огонь по батарее Мервиля. Вместе с ЗСУ они нанесли десантникам дополнительный урон. За время атаки и пребывания на батарее парашютисты потеряли убитыми и ранеными половину своего личного состава — 75 человек.
Захватив казематы, десантники обнаружили, что, вместо ожидаемых 150-миллиметровых орудий, в них находятся чешские 100-миллиметровые полевые гаубицы Škoda образца 1919 года, дальнобойностью до 10 000 метров. Эта, хотя и устаревшая артиллерия, всё ещё представляла угрозу войскам союзников на плацдарме «Сорд-бич», а потому требовала нейтрализации. Отсутствие сапёров и специальной взрывчатки вынудило десантников импровизировать — орудия были уничтожены пластитом, предназначенным для начинки гранат Гэммона.
К 05:00 бой стих и парашютисты подали лёгкому крейсеру Королевского флота Arethusa условный сигнал об успехе жёлтой дымовой шашкой. Однако радиосвязь наладить не удалось, и они опасались, что крейсер в соответствие с планом операции, всё равно начнёт обстрел в 05:30 в попытке уничтожить батарею с моря. А потому, поместив всех раненых в амбаре расположенной неподалёку фермы Ара де Рец (фр. Haras de Retz) под присмотром пленного немецкого врача, поторопились покинуть опасный район как можно скорее. Впрочем, крейсер так и не открыл огонь по батарее.
После ухода британцев немцы вновь заняли батарею — им удалось отремонтировать два из четырёх взорванных орудий, однако повлиять на высадку союзников они уже не смогли. Помимо трудностей с наведением гаубиц из-за потери командно-наблюдательного бункера во Франсвиле, на каждую попытку открыть огонь обер-лейтенант Штайнер получал ответный залп крейсера Arethusa. Это заставляло орудийные расчёты прятаться в укрытия и надолго прекращать стрельбу, что свело боевую эффективность батареи практически на нет.
До конца дня 6 июня 1944 года батальонный капеллан преподобный Джон Гвиннетт (англ. John Gwinnett) вместе с водителем, рядовым Олтом (англ. Allt) вывез на трофейном немецком грузовике раненых с фермы Ара де Рец. Постоянно подвергаясь опасности обстрела со стороны немецких снайперов, они в несколько рейсов доставили всех пострадавших десантников в расположение 224-го парашютного медицинского отряда в деревню Ле Мениль, где им была оказана необходимая помощь.

## Батарея после штурма
6 июня 1944 года и следующие три дня батарея огня по морскому десанту союзников не открывала. На следующий день, 7 июня, батарею вновь атаковали два взвода британских коммандос. Немцы отбили атаку, нанеся тяжёлый урон нападавшим. 7 и 8 июня только одно орудие из четырёх произвело несколько редких выстрелов, цели и результативность стрельбы неизвестны.
В ходе штурма парашютисты вывели из строя (убили, ранили или захватили в плен) значительное количество немецких артиллеристов, что заметно сказалось на боеспособности батареи. Плацдарм, захваченный британской 6-й воздушно-десантной дивизией, отрезал батарею от других частей вермахта. Пути её снабжения находились под постоянным наблюдением союзников с моря и с воздуха, что не позволяло немцам быстро восполнить недостаток личного состава, боеприпасов и запасных частей к орудиям. Всё это в сочетании с другими факторами, в частности, регулярными обстрелами кораблями Королевского флота, долгое время не позволяло батарее возобновить огонь.
14 июня 1944 года батарея перешла в подчинение 711-й пехотной дивизии вермахта, и новое командование приказало обер-лейтенанту Штайнеру открыть огонь по кораблям союзников двумя или тремя орудиями, которые были к тому моменту отремонтированы. 15 июня он попытался открыть огонь по военным транспортам союзников, ставшим под разгрузку в районе Уистреама. Немецкие артиллеристы добились нескольких попаданий, причинив некоторые людские потери и незначительные материальные повреждения. Все попытки батареи открыть огонь встречали немедленный ответ корабельной артиллерии союзников, что заставляло гарнизон укрываться в бункерах и казематах, на длительное время прерывая стрельбу.
В донесениях и приказах обеих воюющих сторон, относящихся к первым декадам после высадки в Нормандии, неоднократно сообщается о обстреле Сорд-Бич и окрестностей различными мобильными и стационарными батареями немцев (например, из Ульгата), а также о принятых мерах противодействия им (авиаудары и артобстрелы с моря). Однако Мервильская батарея, в отличие от других, встречается в этих документах исключительно редко, что свидетельствует о её крайне невысокой военной значимости после 6 июня 1944 года. Тем не менее, британцам так и не удалось полностью уничтожить или взять под контроль батарею вплоть до 17 августа 1944 года, когда вермахт начал отступление из Франции.

## Современное состояние

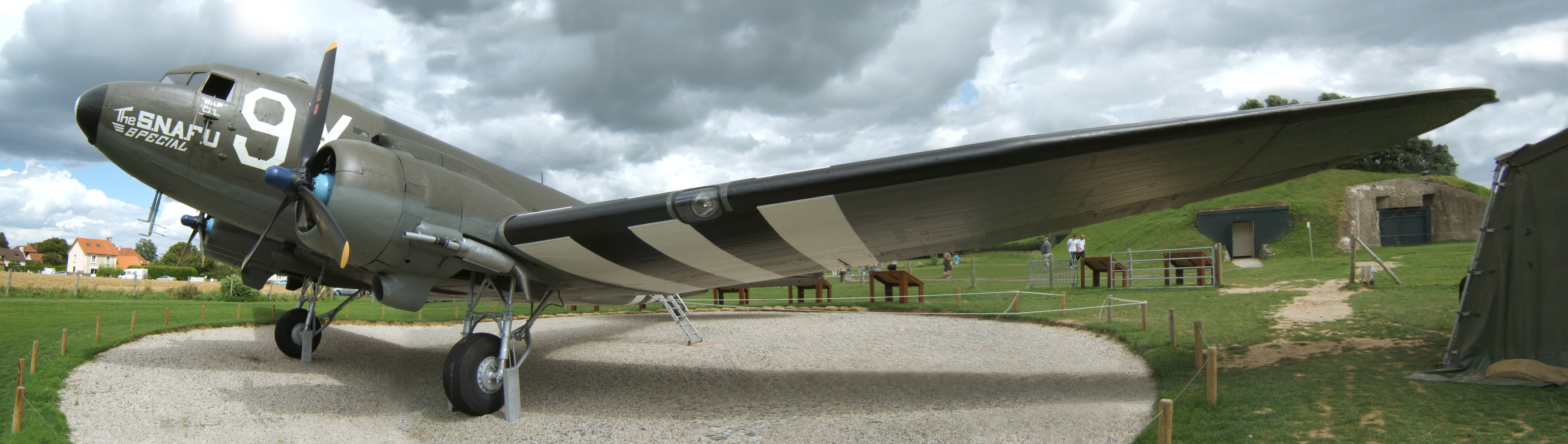
Транспортный самолёт Douglas C-47 Skytrain «The SNAFU Special». Музей Мервильской батареи, 2008 год.

По окончании Второй мировой войны Мервильская батарея утратила своё военное значение, была разоружена и заброшена. Тем не менее, каждый год 6 июня ветераны 9-го парашютного батальона собирались на её руинах, чтобы почтить память своих павших товарищей.

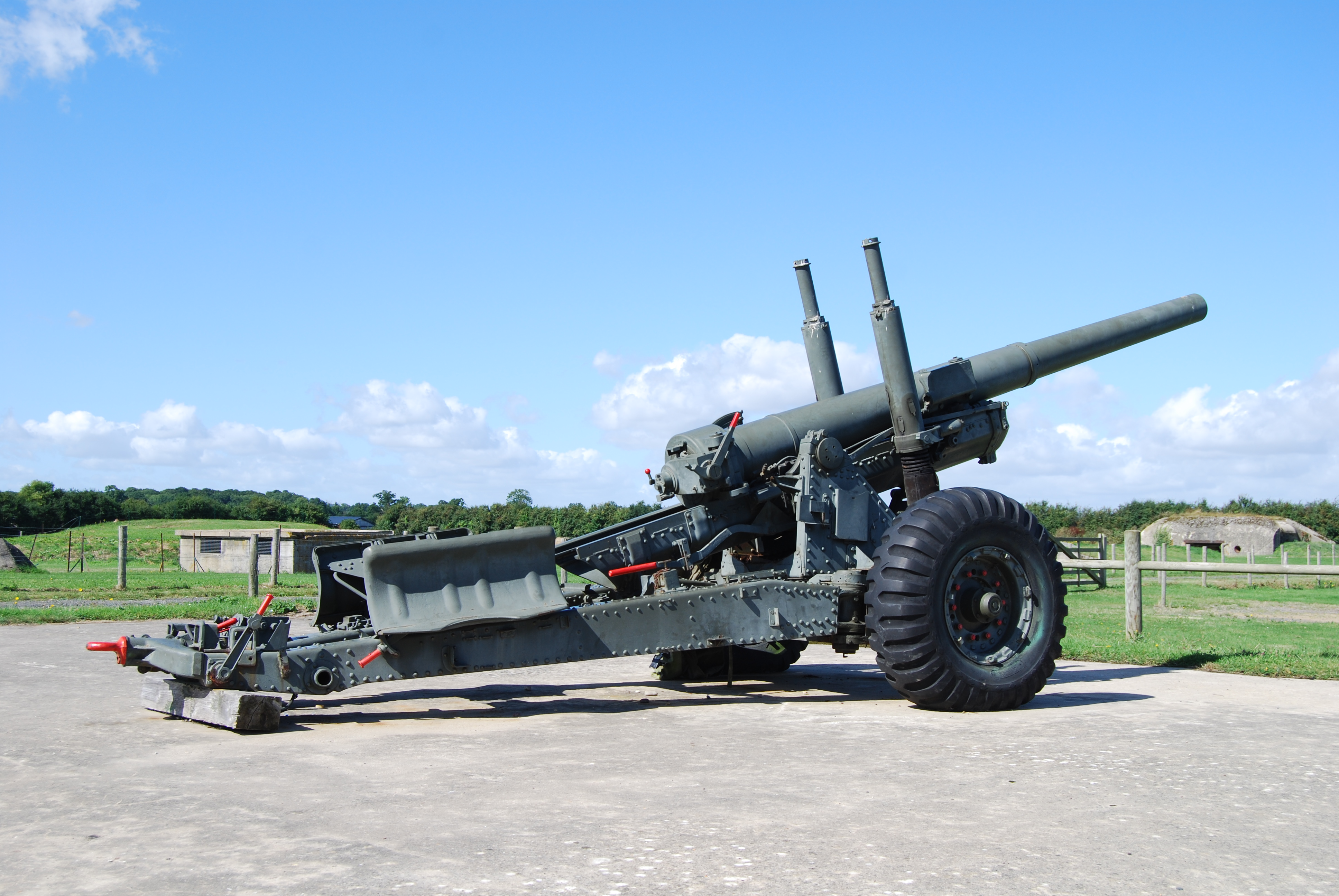
Британская 140-мм пушка. Музей Мервильской батареи, 2008 год.

5 июня 1983 года после трёхмесячной реновации каземата № 1 в нём открылся музей, посвящённый штурму батареи. Реновация была проведена силами 10-й полевой роты воздушной поддержки (англ. 10 Field Squadron (Air Support)) 39-го полка Корпуса королевских инженеров Великобритании при содействии месье Левассьё (фр. M. Levasseur), мэра французской коммуны Мервиль-Франсвиль-Плаж. Средства на ремонт предоставила британская благотворительная организация Airborne Assault Normandy Trust в лице генерала Найджела Поетта, в прошлом — командующего 5-й воздушно-десантной бригады и участника операции «Тонга». Экспозиция музея постоянно развивается и в настоящее время включает в себя все четыре каземата, а также артиллерийские орудия и военную технику на открытых площадках.
С 25 октября 2001 года все сооружения Мервильской батареи классифицированы, как исторический памятник и занесены в базу Мериме французского министерства культуры.
В 2008 году коллекция музея пополнилась новым экспонатом — транспортным самолётом Douglas C-47 Skytrain. Такие же машины, известные в Великобритании, как Dakota, использовались при десантировании 9-го парашютного батальона. Примечательна история этого экземпляра. Самолёт был поставлен американским ВВС в январе 1944 года получил регистрационный номер № 43-15073. Пилоты прозвали его «The SNAFU Special». С первого же дня вторжения он высаживал американских десантников во всех значимых операциях союзников от Нормандии до Германии. После войны The SNAFU Special находился на гражданской и военной службе различных европейских стран до 1972 года, когда был продан в СФРЮ. В 1994 году в ходе Югославских войн самолёт был обнаружен французскими «голубыми касками» в заброшенном виде на одном из аэродромов в окрестностях Сараево. Миротворцы устроили в нём импровизированный бар. После их ухода и длительных переговоров в 2007 году Босния и Герцеговина согласилась передать обломки самолёта во Францию. 7 июня 2008 года тщательно отреставрированный The SNAFU Special в оригинальной раскраске был торжественно представлен публике в экспозиции музея. С 27 февраля 2014 года самолёт классифицирован как исторический памятник и занесён в реестр движимого имущества — базу Палисси министерства культуры Франции.

## Комментарии
1. ↑  Канский канал был выстроен позднее — судоходство по нему открылось в 1857 году[4].
2. ↑  Английское выражение «The SNAFU Special» — каламбур с аббревиатурой snafu (от Situation Normal: All Fucked Up с англ. — «бардак, путаница, неразбериха»), можно приблизительно перевести на русский язык, как «Редкостный бардак!».
3. ↑  Именно так американские самолёты выглядели на момент начала вторжения в Нормандию 6 июня 1944 года. На представленной фотографии отчётливо видны так называемые полосы вторжения, позволявшие их отличить от самолётов противника[32].

### Книги
- Buckingham, William F. D-Day The First 72 Hours :  [англ.]. — Stroud, Gloucestershire : Tempus Publishing, 2005. — ISBN 0-7524-2842-X.
- Cole, Howard N. On wings of healing : the story of the Airborne Medical Services 1940—1960 :  [англ.]. — Edinburgh, United Kingdom : William Blackwood, 1963. — (Elite series). — OCLC 29847628.
- Ferguson, Gregor. The Paras 1940—84 :  [англ.]. — Oxford United Kingdom : Osprey Publishing, 1984. — (Elite series ; vol. I). — ISBN 0-85045-573-1.
- Ford, Ken. D-Day 1944 : Sword Beach & British Airborne Landings :  [англ.]. — Oxford United Kingdom : Osprey, 2011. — Vol. III. — (Campaign). — ISBN 978-1-84908-721-6.
- Ford, Ken. Overlord : the D-Day Landings :  [англ.] / Ken Ford, Steven Zaloga. — Oxford United Kingdom : Osprey Publishing, 2009. — ISBN 978-1-84603-424-4.
- Gregory, Barry. Airborne Warfare, 1918—1945 :  [англ.] / Barry Gregory, John Batchelor. — Exeter, UK : Exeter Books, 1979. — ISBN 978-0-89673-025-0.
- Harclerode, Peter. Wings Of War — Airborne Warfare 1918—1945 :  [англ.]. — London : Weidenfeld & Nicolson, 2005. — ISBN 0-304-36730-3.
- Horn, Bernd. Men of Steel : Canadian Paratroopers in Normandy, 1944 :  [англ.]. — Toronto, ON : Dundurn Press Ltd., 2010. — ISBN 978-1-55488-708-8.
- Kershaw, Robert. D-Day Piercing the Atlantic Wall :  [англ.]. — Hersham, Surrey : Ian Allen Publishing, 2008. — ISBN 978-0-7110-3323-8.
- Nigl, Alfred J. Silent Wings Savage Death :  [англ.]. — Santa Anna, CA : Graphic Publishers, 2007. — ISBN 978-1-882824-31-1.
- Zaloga, Steven. D-Day Fortifications in Normandy :  [англ.] / Steven Zaloga, Hugh Johnson. — Oxford United Kingdom : Osprey Publishing, 2005. — (Fortress Series ; vol. 37). — ISBN 978-1-84176-876-2.
- Fowler, Will. Pegasus Bridge : Benouville D-Day 1944 :  [англ.]. — Oxford : Osprey, 2010. — P. 64. — (Raid). — ISBN 1-84603-848-0.
- Masters, Charles J. Glidermen of Neptune : the American D-Day glider attack :  [англ.]. — USA : Southern Illinois University Press, 1995. — ISBN 0-8093-2008-8.
- Morison, Samuel Eliot. History of United States Naval Operations in World War II :  [англ.]. — USA : University of Illinois Press, 2002. — Vol. 11 : The Invasion of France and Germany, 1944–1945. — ISBN 0-252-07062-3.
- Montagnon, Pierre. Histoire des commandos :  [фр.]. — France : Pygmalion, 2003. — Vol. 2 : 1944–1945. — P. 350. — ISBN 9782756408859.
- Barber, Neil. The Day the Devils Dropped In : The 9th Parachute Battalion in Normandy :  [англ.]. — UK : Pen and Sword, 2002. — P. 224. — ISBN 978-1-84415-045-8.
- Guard, Julie. Airborne : World War II Paratroopers in Combat :  [англ.]. — Oxford, England : Osprey Publishing, 2007. — ISBN 1-84603-196-6.
- Bowman, Martin W. Air War D-Day : Gold — Juno — Sword :  [англ.]. — UK : Pen and Sword, 2013. — Vol. 5. — P. 254. — ISBN 9781473829794.
- Ambrose, Stephen E. D-Day : June 6, 1944 :  [англ.]. — UK : Simon and Schuster, 2013. — P. 656. — ISBN 9781439126301.
- Archer, Victor G. USAAF Aircraft Markings and Camouflage 1941-1947 : The History of USAAF Aircraft Markings, Insignia, Camouflage, and Colors / Victor G. Archer, Robert D. Archer. — United States : Schiffer Publishing, 1997. — 352 p. — ISBN 9780764302466.

### Статьи
- L'inauguration du canal :  [фр.] // L'ordre et la liberté. — 1857. — 25 août.
- Приложение к №36753, с. 4785 (англ.) // London Gazette : newspaper. — London, 1944. — No. 36753. — P. 4785. — ISSN 0374-3721.
- Hickman, Mark. 6th Airborne Division and Attached Units :  [англ.] // The Pegasus Archive: The British Airborne Forces 1940—1945 : сайт. — Дата обращения: 10.05.2018.
- Hickman, Mark. The Merville Battery :  [англ.] // The Pegasus Archive: The British Airborne Forces 1940—1945 : сайт. — Дата обращения: 14.05.2018.
- Hickman, Mark. Major Allen James Maule Parry :  [англ.] // The Pegasus Archive: The British Airborne Forces 1940—1945 : сайт. — Дата обращения: 16.05.2018.
- Smith, Robert Barr. Attack on The Merville Gun Battery During the Battle of Normandy :  [англ.] // Warfare History Network : военно-исторический портал. — 2015. — 7 August. — Дата обращения: 16.05.2018.